# Patrick McGoohan
Patrick Joseph McGoohan, född 19 mars 1928 i Astoria i New York, död 13 januari 2009 i Santa Monica i Kalifornien, var en amerikansk skådespelare. McGoohan var kanske mest känd som den skådespelare som spelade den hemlige agenten John Drake i TV-serien Ett fall för John Drake (på engelska heter den Danger Man eller Secret Agent) åren 1960–1967.

## Biografi
Patrick McGoohan föddes i USA men flyttade som sjuåring till Sheffield och var därefter mest verksam i Storbritannien. Bland de filmer han medverkade i märks Ö i storm (1956), Leva eller dö (1962), Polarstation Zebra svarar ej (1968), Flykten från Alcatraz (1979), ofta som skurkaktiga karaktärer. I Braveheart (1995), där han gjorde en skoningslös och manipulativ tolkning av medeltidskungen Edward I "Longshanks", bekräftades denna trend för en senare publik. I Juryn (1996) gjorde han den något mer nyanserade rollen som domare Noose, dock med karaktäristisk släpig översittarmentalitet. McGoohan var kanske mest känd för att ha spelat Nummer 6 i TV-serien The Prisoner under 1960-talet, samt parodin på sin egen rollkaraktär i ett avsnitt av The Simpsons. Hårdrocksgruppen Iron Maiden gjorde 1982 en låt med titeln "The Prisoner", på albumet The Number of the Beast, i vilken McGoohan i introt upprepar sin berömda fras från TV-serien, "jag är inte ett nummer, jag är en fri man!" 
Patrick McGoohan avled 2009 efter en kort tids sjukdom.

## Filmografi (urval)
- 1956 – Ö i storm
- 1960–1967 – Ett fall för John Drake (TV-serie)
- 1961 – Två levande och en död
- 1962 – Leva eller dö
- 1967–1968 – The Prisoner (TV-serie)
- 1968 – Polarstation Zebra svarar ej
- 1971 – Maria Stuart – drottning av Skottland
- 1974 – Columbo (avsnitt: "By Dawn's Early Light")
- 1975 – Columbo (avsnitt: "Identity Crisis")
- 1976 – Chicago-expressen
- 1977 – Mannen med järnmasken
- 1979 – Flykten från Alcatraz
- 1981 – Scanners - dödande tanke
- 1985 – Baby - Djungelns hemlighet
- 1987 – Mord och inga visor (avsnitt: "Witness for the Defense" (gäst i TV-serie))
- 1990 – Columbo (avsnitt: "Agenda for Murder")
- 1995 – Braveheart
- 1996 – Juryn – A Time to Kill
- 1998 – Columbo (TV-serie) (avsnitt: "Ashes to Ashes")
- 2000 – Simpsons (avsnitt: "The Computer Wore Menace Shoes" (gäströst i TV-serie))
- 2002 – Skattkammarplaneten (röst)